# Ибраево (Кугарчинский район)
Ибра́ево (баш. Ибрай) — деревня в Кугарчинском районе Башкортостана. Административный центр Ибраевского сельсовета.

## Географическое положение
Расстояние до:
- районного центра (Мраково): 8 км,
- ближайшей ж/д станции (Мелеуз): 58 км.

## История
Деревня Акман основана в 1870 году татарскими переселенцами из Казанской губернии. К первой советской переписи деревня насчитывала 302 двора с 595 жителями татарской национальности. В административном отношении входила в состав Бушман-Суун-Каракипчакской волости Оренбургского уезда.

## Население
| 2002 | 2009 | 2010 |
| ---- | ---- | ---- |
| 172  | ↘162 | ↘155 |

### Национальный состав
Согласно официальной переписи, преобладающая национальность — башкиры (99 %).

## Известные уроженцы
- Ахтям Ихсан (1908—1992) — советский и российский поэт и переводчик[5].
- Бакиров, Мирах Самикович (1931—2007) — советский деятель химической промышленности, Герой Социалистического Труда[6].
- Рамиев, Сагит Лутфуллович (1880—1926) — поэт, классик татарской поэзии[7].